# メクレンブルク＝シュトレーリッツ

メクレンブルク＝シュトレーリッツ
公国
（1701年ー1815年）
メクレンブルク＝シュトレーリッツ
大公国
（1815年ー1918年）
Mecklenburg-Strelitz

ドイツ帝国内におけるメクレンブルク＝シュトレーリッツ

メクレンブルク＝シュトレーリッツ（ドイツ語:Mecklenburg-Strelitz）は、ドイツ北部に存在した公国（1815年より大公国）。中世より存在したメクレンブルク地方の東端5分の1程度の地域（およそ現在のメクレンブルク＝シュトレーリッツ郡 (en) に相当）、およびかつてのラッツェブルク司教領 (en) であった飛び地（現在のシュレースヴィヒ＝ホルシュタイン州の一部）から構成されていた。成立当時、公国の北端はスウェーデン領ポメラニア (en) に、南端はブランデンブルク辺境伯領に接していた。1918年にドイツ革命で君主制が廃されると、その領地を引き継いでメクレンブルク＝シュトレーリッツ自由州が成立した。1934年にメクレンブルク＝シュヴェリーン自由州と合併してメクレンブルク州となったことでメクレンブルク地方は18世紀以来の統一を果たした。現在はドイツ連邦共和国メクレンブルク＝フォアポンメルン州の一部となっている。

## 歴史

### メクレンブルク＝シュトレーリッツ公国 (1701-1918年)
1701年、旧メクレンブルク＝ギュストロー公国が存在した地域に新しくメクレンブルク＝シュトレーリッツ公国が創設された。メクレンブルク家の傍系であるギュストロー公爵家は1695年に最後の当主グスタフ・アドルフが死ぬと同時に断絶し、その遺領は本家筋のメクレンブルク＝シュヴェリーン公フリードリヒ・ヴィルヘルム1世(de)が相続した。ところがフリードリヒ・ヴィルヘルムの叔父アドルフ・フリードリヒ2世は亡くなったギュストロー公グスタフ・アドルフの娘マリーと結婚しており、娘婿としてギュストロー公国の相続権を主張して、甥と争うに至った。二人はギュストロー公国の跡目を巡って長く争っていたが、1701年3月8日にニーダーザクセン・クライス (en) の仲裁で妥協が成立し、アドルフ・フリードリヒ2世が義父の領国をメクレンブルク＝シュトレーリッツ公国として獲得することになった。アドルフ・フリードリヒはシュトレーリッツ (en) に居所を置いたものの、本家のメクレンブルク（＝シュヴェリーン）公と同様に「メクレンブルク公」とだけ称した。
シュトレーリッツ公国は神聖ローマ帝国で最も発展の立ち遅れた地域の一つであったが、公爵家の娘たちは次々に良縁を見つけてきた。アドルフ・フリードリヒ4世の妹シャルロッテはイギリス王ジョージ3世の妃となり、アドルフ・フリードリヒ4世の弟カール2世の娘ルイーゼはプロイセン王フリードリヒ・ヴィルヘルム3世の妃となった。
公国は1808年にライン同盟に加盟し、ウィーン会議では本家筋のメクレンブルク＝シュヴェリーン公国と一緒に大公国に昇格、ドイツ連邦の一員となった。メクレンブルクはそのまま1867年には北ドイツ連邦、1871年にはドイツ帝国の構成国となった。

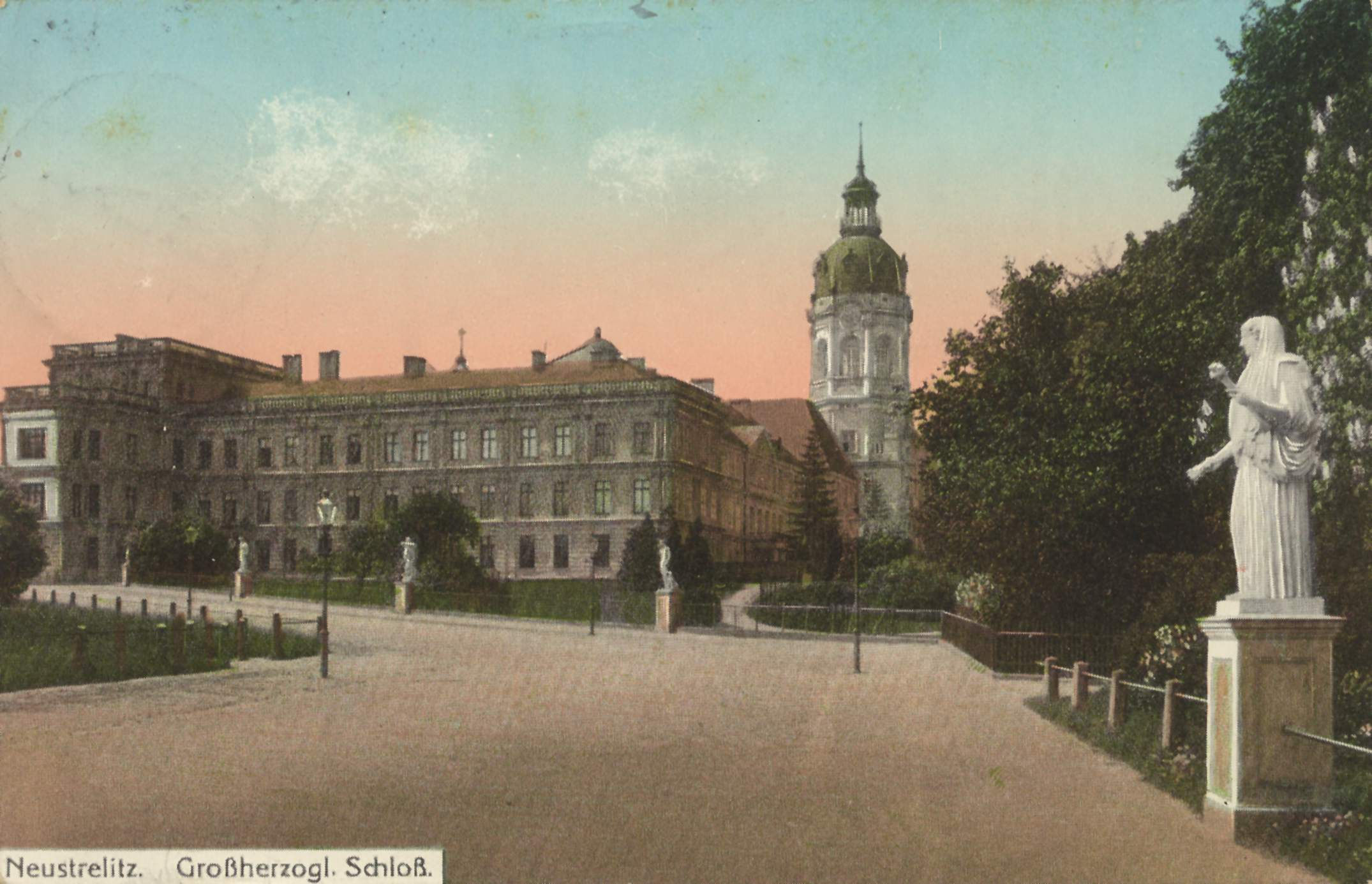
ノイシュトレーリッツ城、1945年に破壊された

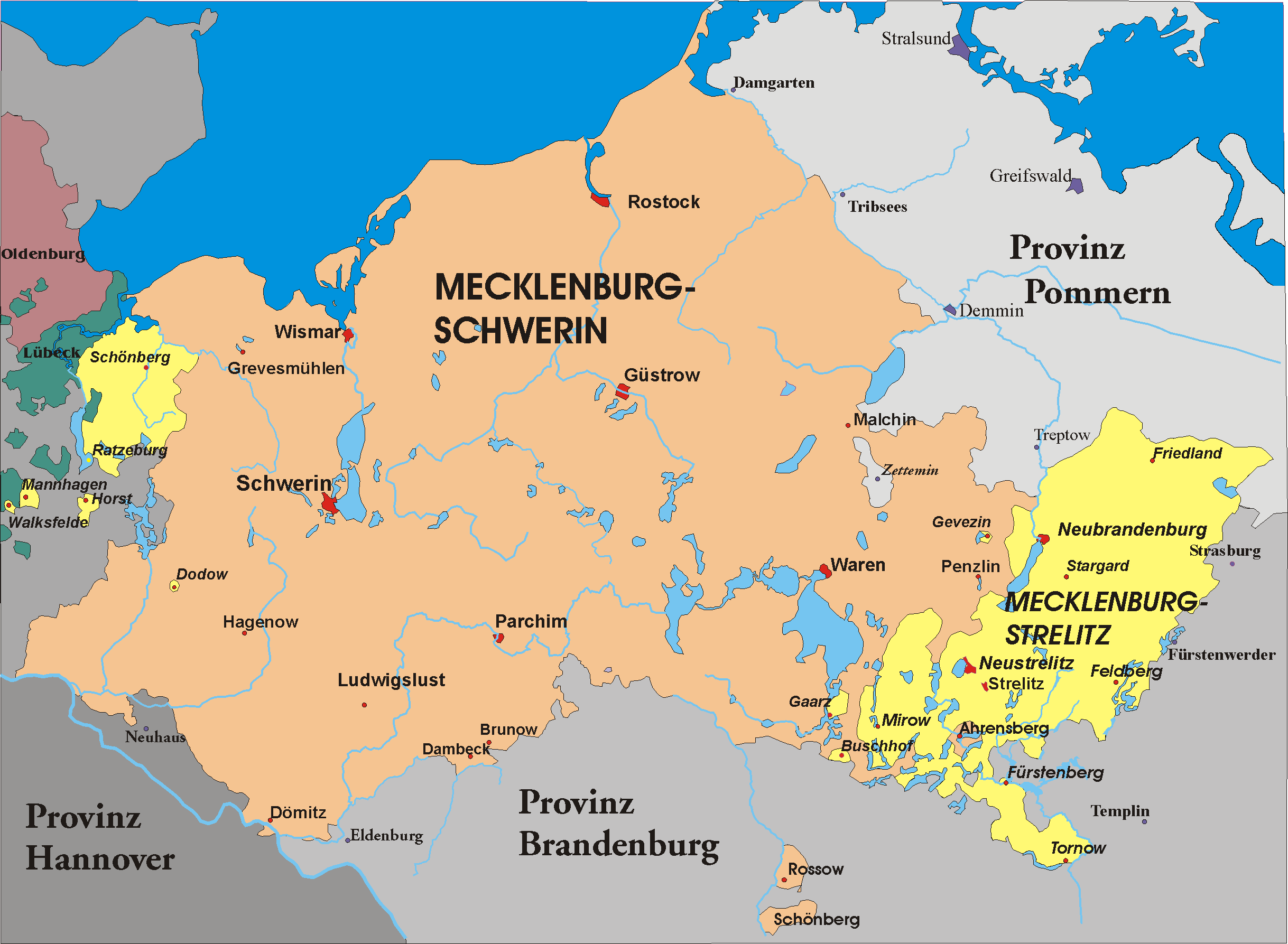
1866年頃のメクレンブルク。シュヴェリーン大公国は桃色、シュトレーリッツ大公国は黄色で示されている

第一次世界大戦の終結と同時にドイツの君主制が廃止される直前、メクレンブルク＝シュトレーリッツ大公国は憲政上の危機に見舞われた。当時の大公家には若く独身の大公アドルフ・フリードリヒ6世、大公家の推定相続人であるカール・ミヒャエル公しか大公位継承権者がおらず、しかもロシア生まれのカール・ミヒャエルはロシア軍に従軍していた。さらにカール・ミヒャエルは1914年、ドイツとロシアが交戦する前にメクレンブルク国籍を捨ててロシア国籍を取得していた。
1918年2月23日にアドルフ・フリードリヒ6世が自殺を遂げると、大公家の家長はカール・ミヒャエルとなったが、カール・ミヒャエルは敵国であるロシアにいたため即位できなかった。そこで彼はシュトレーリッツの摂政を務めていたメクレンブルク＝シュヴェリーン大公フリードリヒ・フランツ4世に対し、自身の大公位継承権を放棄したい旨を書いた手紙を送ったが、この手紙はドイツが共和制に移行した1919年になってようやく届いた。このためシュトレーリッツ大公国が1918年11月に消滅するまでの間、本来の大公となるべき人物が大公位に就かず、またその即位の意思も明確にならない宙吊りの状態が続いた。

## メクレンブルク＝シュトレーリッツの統治者

### メクレンブルク＝シュトレーリッツ公（1701年 - 1815年）
- アドルフ・フリードリヒ2世（在位：1701年 - 1708年）
- アドルフ・フリードリヒ3世（在位：1708年 - 1752年）
- アドルフ・フリードリヒ4世（在位：1752年 - 1794年）
- カール2世（在位：1794年 - 1815年、大公に昇格）

### メクレンブルク＝シュトレーリッツ大公（1815年 - 1918年）
- カール2世（在位：1815年 - 1816年）
- ゲオルク（在位：1816年 - 1860年）
- フリードリヒ・ヴィルヘルム（在位：1860年 - 1904年）
- アドルフ・フリードリヒ5世（在位：1904年 - 1914年）
- アドルフ・フリードリヒ6世（在位：1914年 - 1918年）
- メクレンブルク＝シュヴェリーン大公フリードリヒ・フランツ4世（摂政、在任1918年）

### メクレンブルク＝シュトレーリッツ自由州首相（1918年 - 1933年）
- ペーター・シュトゥープマン（ドイツ語版）  (ドイツ民主党、1918年 - 1919年)
- ハンス・クリューガー（ドイツ語版） (ドイツ社会民主党、1919年)
- クルト・フォン・ライプニッツ（ドイツ語版）  (ドイツ社会民主党、1919年 - 1923年)
- カール・シュヴァーベ（ドイツ語版）  (ドイツ国家人民党、1923年 - 1928年)
- ハリー・ルーデヴィヒ （ドイツ語版） (無所属) および エーリヒ・コルドゥア（ドイツ語版）  (ドイツ国家人民党) (暫定政府、1928年)
- クルト・フォン・ライプニッツ（ドイツ語版）  (ドイツ社会民主党、1928年 - 1931年)
- ハインリヒ・フォン・ミヒャエル（ドイツ語版）  (ドイツ国家人民党、1931年 - 1933年)
- フリッツ・シュティヒテノート（ドイツ語版）  (ナチ党、1933年)